# Camp Blood 2 – The Revenge
Camp Blood 2 – The Revenge ist ein US-amerikanischer Slasherfilm von Brad Sykes aus dem Jahr 2000. Es handelt sich um die direkte Fortsetzung des ein Jahr zuvor veröffentlichten Camp Blood.

## Handlung
Nach den Ereignissen aus dem ersten Teil befindet sich Tricia immer noch in der Psychiatrie. Sie wird weiterhin für den Killerclown gehalten. Der Filmemacher Worthy Milligan beschließt, aus den Ereignissen des ersten Teils einen Film zu machen. Um Tricia für die Mitarbeit zu gewinnen, tut er so, als wolle er ihre Geschichte erzählen. In Wahrheit geht es ihm nur ums Geld. Er schließt eine Vereinbarung mit den Ärzten und so kommt Tricia frei. Bereits beim Casting fühlt sich Tricia sehr unwohl, zumal der Darsteller des Clowns nicht gerade verantwortungsbewusst mit ihr umgeht und die Gefahr einer Retraumatisierung sehr groß ist. Dennoch macht sie mit. Beim Casting für ihre Rolle als Trica tut sich Adrienne Palmer hervor. Diese fällt jedoch beim Regisseur durch. Die Erstbesetzung wird allerdings in ihrer Wohnung ermordet und taucht am nächsten Tag nicht auf. So schlägt Tricia Adrienne vor.
Beim ersten Drehtag an den Originalschauplätzen des ersten Teils geht alles schief, was schiefgehen kann. Und so bricht die Crew den Dreh ab. Doch zu spät: Der Killerclown tötet einen nach dem anderen. Schließlich kommt Tricia hinter das Geheimnis: Adrienne ist die Schwester von Harris, der Clownin aus dem ersten Teil, und will sich an Tricia rächen. Tricia gelingt es schließlich, ihr die Machete zu entwenden, und sie tötet Adrienne. In ihrem Todeskampf übergibt diese die Maske an Tricia. Diese nimmt sie an und flieht mit Maske und Machete.

## Hintergrund
Der Film erschien im Oktober 2000 in den Vereinigten Staaten. In Deutschland erschien eine synchronisierte Fassung am 19. Dezember 2001 über das Uncut-Label Astro Records & Filmworks auf DVD. Eine Blu-Ray-Version wurde 2021 von WMM als Mediabook mit den Teilen 1 bis 6 zusammen ausgegeben.

## Kritiken
Haiko Herden bezeichnete den Film als „recht unterhaltsam, vielleicht auch, weil er relativ kurz ist, der Abspann beginnt schon nach 71 Minuten und im Film gibt es unzählige Rückblicke auf Teil 1, so dass eigentlich nur 60–65 Minuten neues Material gedreht werden musste. Camp Blood 2 ist natürlich ein trashiges B-Movie, dürfte Fans von Slasherfilmen aber einigermaßen zufrieden stellen. Die Schauspieler sind okay und die teils extrem derben Bluteffekte revolutionieren das Genre zwar nicht, sind aber ordentlich umgesetzt.“
Dem gegenüber steht die Rezension im Horrormagazin.de: „Die ganze Story ist relativ einfach gestrickt, was ja nicht zwangsläufig schlecht sein muss. Doch leider sind Dialoge, Spezialeffekte und Bildqualität alles andere als gelungen. Das Ganze wirkt unprofessionell und unausgereift. Etwa wie ein Hobbyfilm, der mal eben schnell in der Mittagspause gedreht und zusammen geschnitten wurde. Somit hinterlässt der ganze Streifen einen sehr bitteren Beigeschmack.“